# Zelomorpha nigricoxa
Zelomorpha nigricoxa är en stekelart som först beskrevs av Günther Enderlein 1920.  Zelomorpha nigricoxa ingår i släktet Zelomorpha och familjen bracksteklar. Inga underarter finns listade i Catalogue of Life.